# 氏家就棟
氏家 就棟（うじいえ なりむね）は、江戸時代前期の長州藩士。禄は500石。

## 生涯
元和9年（1623年）、長州藩士である氏家親定の子として誕生。祖父は最上氏の宿老であった氏家光氏。
始め「親宗」と名乗ったが、毛利秀就から「就」の偏諱を与えられ、「就棟」と名を改めた。
寛永15年（1638年）4月12日に父・親定が死去すると、その後を継ぎ、秀就、綱広の二代に仕えた。
寛文4年（1664年）閏5月27日に42歳で死去。子の為棟が後を継いだ。